# Nadia Podoroska

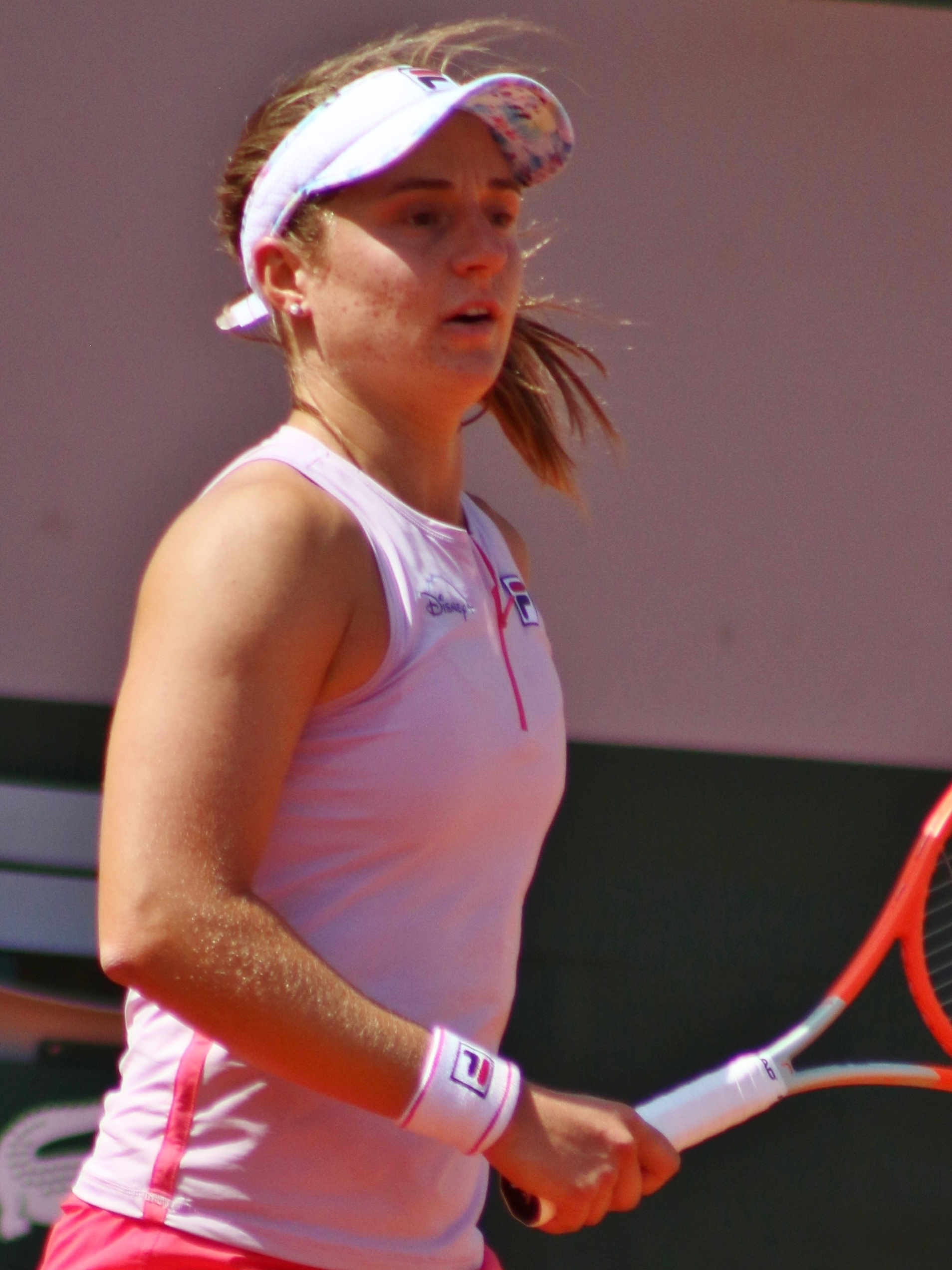
Roland Garros 2021

Nadia Podoroska (Rosario, 10 februari 1997) is een tennisspeelster uit Argentinië, van Oekraïense afkomst.
Zij begon op vijfjarige leeftijd met het spelen van tennis. Haar favoriete ondergrond is hardcourt. Zij speelt rechtshandig en heeft een tweehandige backhand. Zij is actief in het internationale tennis sinds 2011.

## Loopbaan

### Enkelspel
Podoroska debuteerde in 2011 op het ITF-toernooi van Santa Fe (Argentinië). Zij stond in 2013 voor het eerst in een finale, op het ITF-toernooi van Santiago (Chili) – hier veroverde zij haar eerste titel, door de Chileense Cecilia Costa Melgar te verslaan. Tot op heden(augustus 2024) won zij veertien ITF-titels, de meest recente in 2020 in Saint-Malo (Frankrijk).
In 2016 kwalificeerde Podoroska zich voor het eerst voor een WTA-hoofdtoernooi, op het toernooi van Boekarest. Later dat jaar plaatste zij zich via het kwalificatietoernooi voor het US Open. Podoroska bereikte de halve finale op het toernooi van Newport Beach in februari 2020. In oktober bereikte zij als kwalificante de halve finale van Roland Garros – daar werd zij uitgeschakeld door de Poolse Iga Świątek. Hiermee kwam zij binnen in de top 50 van de wereldranglijst.
In 2021 nam Podoroska deel aan de Olympische spelen in Tokio – daar bereikte zij de derde ronde.
Zij stond in 2023 voor het eerst in een WTA-finale, op het WTA 125-toernooi van Cali – hier veroverde zij haar eerste titel, door landgenote Paula Ormaechea te verslaan.
In maart 2024 won zij haar tweede WTA 125-titel, in San Luis Potosí. In augustus volgde de derde, op het WTA 125-toernooi van Barranquilla.
Haar hoogste notering op de WTA-ranglijst is de 36e plaats, die zij bereikte in juli 2021.

### Dubbelspel
Podoroska was in het dubbelspel minder actief dan in het enkelspel. Zij debuteerde in 2011 op het ITF-toernooi van Córdoba (Argentinië), samen met landgenote Agustina Elena Otegui. Zij stond in 2013 voor het eerst in een finale, op het ITF-toernooi van São José dos Campos (Brazilië), samen met de Braziliaanse Eduarda Piai – hier veroverde zij haar eerste titel, door het duo Fernanda Brito en Stephanie Petit te verslaan. Tot op heden(augustus 2024) won zij zeven ITF-titels, de meest recente in 2018 in Lubbock (TX, VS).
In 2016 speelde Podoroska voor het eerst op een WTA-hoofdtoernooi, op het toernooi van Straatsburg, samen met de Zwitserse Jil Teichmann. Zij stond in 2017 voor het eerst in een WTA-finale, op het toernooi van Bogota, samen met de Braziliaanse Beatriz Haddad Maia – hier veroverde zij haar eerste titel, door het koppel Verónica Cepede Royg en Magda Linette te verslaan.
In 2021 bereikte Podoroska de halve finale op Roland Garros, met de Roemeense Irina-Camelia Begu aan haar zijde – hiermee kwam zij binnen in de top 100 van de wereldranglijst.
Haar hoogste notering op de WTA-ranglijst is de 62e plaats, die zij bereikte in oktober 2021.

### Tennis in teamverband
In de periode 2014–2023 speelde Podoroska voor het Fed Cup-team van Argentinië – zij behaalde daar een winst/verlies-balans van 12–11.

## Posities op deWTA-ranglijst
Positie per einde seizoen:
| jaar | rang enkelspel | rang dubbelspel |
| ---- | -------------- | --------------- |
| 2012 | 658            | –               |
| 2013 | 732            | –               |
| 2014 | 371            | 637             |
| 2015 | 336            | 584             |
| 2016 | 191            | 312             |
| 2017 | 314            | 117             |
| 2018 | 320            | 202             |
| 2019 | 255            | 488             |
| 2020 | 47             | 287             |
| 2021 | 83             | 68              |
| 2022 | 204            | 461             |
| 2023 | 78             | 253             |

## Resultaten grandslamtoernooien
| Legenda | Legenda                          |
| ------- | -------------------------------- |
| g.t.    | geen toernooi gehouden           |
| l.c.    | lagere categorie                 |
| –       | niet deelgenomen                 |
| G       | uitgeschakeld in de groepsfase   |
| 1R      | uitgeschakeld in de eerste ronde |
| 2R      | uitgeschakeld in de tweede ronde |
| 3R      | uitgeschakeld in de derde ronde  |
| 4R      | uitgeschakeld in de vierde ronde |
| KF      | uitgeschakeld in de kwartfinale  |
| HF      | uitgeschakeld in de halve finale |
| F       | de finale verloren               |
| W       | het toernooi gewonnen            |
| w-v     | winst/verlies-balans             |

### Enkelspel
| toernooi        | 2016 |      | 2020 | 2021 | 2022 | 2023 | 2024 |
| --------------- | ---- | ---- | ---- | ---- | ---- | ---- | ---- |
| Australian Open | –    | –    | 2R   | –    | 2R   | 2R   |      |
| Roland Garros   | –    | HF   | 1R   | –    | 2R   | 1R   |      |
| Wimbledon       | –    | g.t. | 2R   | –    | 2R   | 1R   |      |
| US Open         | 1R   | –    | 1R   | 1R   | 1R   |      |      |

### Vrouwendubbelspel
| toernooi        | 2021 | 2022 | 2023 | 2024 |
| --------------- | ---- | ---- | ---- | ---- |
| Australian Open | 1R   | –    | 1R   | –    |
| Roland Garros   | HF   | –    | –    | 1R   |
| Wimbledon       | 1R   | –    | 1R   | 1R   |
| US Open         | 1R   | 2R   | 1R   |      |

### Gemengd dubbelspel
| toernooi        | 2021 |
| --------------- | ---- |
| Australian Open | –    |
| Roland Garros   | –    |
| Wimbledon       | –    |
| US Open         | 2R   |

## Palmares
| Legenda                 |
| ----------------------- |
| Grandslamtoernooi       |
| Olympische Spelen       |
| Year-End Championships  |
| Premier Mandatory       |
| Premier Five / WTA 1000 |
| Premier / WTA 500       |
| International / WTA 250 |
| Challenger / WTA 125    |

### WTA-finaleplaatsen enkelspel
| nr.              | finale     | toernooi            | ondergrond | tegenstandster  | score         |         |
| ---------------- | ---------- | ------------------- | ---------- | --------------- | ------------- | ------- |
| gewonnen finales |            |                     |            |                 |               |         |
| 1.               | 2023-02-05 | WTA Cali            | gravel     | Paula Ormaechea | 6-4, 6-2      | details |
| 2.               | 2024-03-31 | WTA San Luis Potosí | gravel     | Francesca Jones | 6-1, 6-2      | details |
| 3.               | 2024-08-17 | WTA Barranquilla    | hardcourt  | Tatjana Maria   | 6-2, 1-6, 6-3 | details |
| verloren finales |            |                     |            |                 |               |         |
| geen             |            |                     |            |                 |               |         |

### WTA-finaleplaatsen vrouwendubbelspel
| nr.              | finale     | toernooi   | ondergrond | partner                | tegenstandsters                     | score    |         |
| ---------------- | ---------- | ---------- | ---------- | ---------------------- | ----------------------------------- | -------- | ------- |
| gewonnen finales |            |            |            |                        |                                     |          |         |
| 1.               | 2017-04-15 | WTA Bogota | gravel     | Beatriz Haddad Maia    | Verónica Cepede Royg Magda Linette  | 6-3, 7-6 | details |
| verloren finales |            |            |            |                        |                                     |          |         |
| 1.               | 2018-04-15 | WTA Bogota | gravel     | Mariana Duque Mariño   | Dalila Jakupović Irina Chromatsjova | 3-6, 4-6 | details |
| 2.               | 2020-09-06 | WTA Praag  | gravel     | Giulia Gatto-Monticone | Lidzija Marozava Andreea Mitu       | 4-6, 4-6 | details |